# Luis Mariano de Larra
Luis Mariano de Larra, född 1830 i Madrid, död 1901, var en spansk författare. Han var son till Mariano José de Larra.
Larra var chefredaktör för Gaceta de Madrid 1856–1866, direktör för Boletin ofticial och medarbetare i många politiska och litterära organ. Larras författarskap faller emellertid huvudsakligen inom teaterns område, där han producerade ett 50-tal stycken, som vann stor popularitet. Mest kända är El amor y la moda, Un buen hombre, La oración de la larde, El barberillo de Lavapiés med musik av Barbieri, Juan de Urbina, Todos son raptos och La conquista de Madrid.